# Плуралија тантум
Плуралија тантум (лат. Pluralia tantum — „само множина“) је именица која има само множину. Када се односи на само један предмет, нема једнину. Многи језици имају плуралију тантум, а речи у плуралији су скоро исте кроз све језике. Примери у српском језику су: недра, јасле, маказе, врата, панталоне, фармерке, наочаре, новине, мердевине, стубе, гаће, леђа, плућа, уста, даире, скрипта.
Семантички, већина таквих предмета састоји се од два дела који чине једну целину. Такве именице захтевају глаголе и придеве у множини. Припадају множини женског или средњег рода.